# Xanthoparmelia protolusitana
Xanthoparmelia protolusitana är en lavart som beskrevs av Hale. Xanthoparmelia protolusitana ingår i släktet Xanthoparmelia och familjen Parmeliaceae.   Inga underarter finns listade i Catalogue of Life.